# Marcus Claudius Marcellus (Kr. e. 51)
Marcus Claudius Marcellus (? – Kr. e. 47.) római politikus. Családja a plebeius Claudiusok közé tartozott, leszármazottja volt Syracusae híres elfoglalójának, az ötszörös consul Marcus Claudius Marcellusnak. Édesapja – maga is Marcus – Kr. e. 91-ben volt aedilis curulis.
Ifjúkora óta Cicero jó barátja, és a neki tulajdonított Pro M. Marcello című beszéd tárgya volt. Kr. e. 56-ban aedilis curulis volt Publius Clodiusszal, és Cicero kérésére megvédte a hírhedt Milót, akit Clodius vádolt meg erőszakoskodással. Kr. e. 54-ben a Marcus Scaurust védő hat ügyvéd egyike volt, Kr. e. 52-ben, Clodius halálát követően pedig ismét Milót védelmezte. Ugyanebben az évben választották meg a következő évre consulnak Servius Sulpicius Rufusszal.
Marcellus Pompeius elkötelezett híve volt, és minden alkalmat megragadott, hogy Julius Caesar ellen tegyen. Egy alkalommal például egy comumi lakost megkorbácsoltatott, így demonstrálva, hogy a városnak nemrég Caesar által juttatott kiváltságokkal a legkevésbé sem törődik. Kezdeti vehemenciája azonban hamarosan lelohadt, ugyanis kollégája és a több néptribunus is ellenezte szélsőséges intézkedéseit, Pompeius pedig nem állt ki nyíltan mellette még akkor sem, amikor a Caesarra ruházott hatalom azonnali visszavonását követelte. Mivel a következő évben is a Pompeius-párt emberei kerültek hatalomra, Marcellus javaslatára a senatus végül úgy döntött, hogy ez utóbbi téma tárgyalását a következő évre halasztja.
Marcellus nyílt pártszimpátiája ellenére nem volt elvakult, és nem akarta sürgetni a szakítást, amíg a Pompeius hívei fel nem készültek, ezért aztán igyekezett mérsékelni saját oldalának szélsőségeseit. Kr. e. 50-ben például sürgette a senatust, hogy vesse be tekintélyét a tribunusok ellenségességének megszüntetésére, 49-ben pedig hiába javasolta, hogy csapatokat toborozzanak, mielőtt bármit is tennének nyíltan Caesar ellen. Tanácsát figyelmen kívül hagyták, mire az elsők között hagyta el Itália földjét. Épeiroszban ugyan csatlakozott a pompeianusokhoz, ám kezdettől fogva veszett ügynek tartotta a polgárháborút. Miután sejtése beigazolódott, a pharszaloszi csatát követően visszavonult a közélettől Mütiléné szigetére, ahol a filozófiának és a retorikának szentelte az idejét. Caesar nem törődött vele, ő pedig – Cicero ismételt unszolása ellenére – nem kért kegyelmet: egyfajta tisztes száműzetés volt ez számára.
Végül unokatestvére, Caius Marcellus, Kr. e. 49. consulja és példáját követve az egész senatus Caesar lába elé vetette magát, és könyörgött, hogy a dictator kegyelmezzen meg rokonának. Caesar hajlott a szóra, Cicero pedig megírta Marcellusnak az örömhírt. Érdekes módon Marcellus fennmaradt levele meglehetősen hűvös hangvételű, mindazonáltal nyomban hazaindult. Útközben megállt Peiraeuszban, ahol találkozott Görögország proconsulával, korábbi kollégájával, Sulpiciusszal. Mielőtt azonban folytathatta volna útját, egyik kísérője, Publius Magius Chilo végzett vele – valószínűleg személyes okokból, bár akkoriban többen Caesarra gyanakodtak. Sulpicius állta Marcellus temetésének költségeit. A volt consult a platóni Akadémiában temették el, ahova az athéniak közpénzen emlékművet állítottak neki.
Marcellusról Cicero mindig bölcs és körültekintő politikusként írt, ami nem is csoda, hisz barátságukon túl még nézeteik is megegyeztek. Caelius már lassúnak és kevéssé hatékonynak tüntette fel. Consulságának szinte csak negatív aspektusairól tudunk, ez a kép azonban némileg elfogult. Szónoki képességeinek nem maradt fenn tanúbizonysága, mindenesetre Cicero a legnagyobbak közé sorolta.
Utódairól nem tudunk.